# Инженер (журнал, 1882)
«Инженер» — ежемесячный журнал инженерно-строительного дела, основан в Киеве в 1882 году. Основатели журнала А. П. Бородин, А. А. Абрагамсон, Н. А. Демчинский, Д. К. Волков.
Журнал публиковал статьи по вопросам науки и техники того времени, промышленности, строительства и строительных материалов, железнодорожного транспорта, теоретические вопросы прикладной механики, сопротивления материалов, технологий и прочих актуальных вопросов. В издании приводились новости, обзор журналов схожей тематики, печатались правительственные решения, распоряжения, библиография. Выделена рубрика для читателей — «письма в редакцию».
Редакторы:
- Н. А. Демчинский — 1882—1884 г.
- А. П. Бородин — 1885—1897 г.
- М. С. Филоненко
- А. А. Абрагамсон — 1898—1917 г.

Издатели:
- Д. К. Волков — 1882—1888 г.
- А. П. Бородин — 1889—1897 г.
- А. В. Бородина — 1898—1907 г.

В 1907 году права на издание журнала переданы Киевскому отделению Императорского Русского технического общества.
Журнал прекратил издаваться в 1917 году.